# Большое Моховое болото
Большо́е Мохово́е боло́то — верховое болото в Славском районе Калининградской области России. Площадь болота около 4900 га. Является самым большим болотом области.

## География
Расположено в южной части дельтовой низменности реки Неман на водоразделе реки Ржевки и Головкинского канала, в окрестностях посёлка Громово. Входит в состав зоологического заказника «Громовский». Объединяет два крупных верховых болотных массива — Громовский и Лаукненский. Сохранилось в естественном состоянии. Представляет собой торфяную залежь мощностью до 11 м, верхние слои которой слабо разложившиеся верховые сфагновые торфа, а нижние слои — сильно разложившиеся низинные торфа.

## Флора и фауна
- Сосна горная
- Кувшинка чисто-белая
- Осока топяная
- Золотистая ржанка
- Фифи
- Беркут
- Серый сорокопут

На болоте распространены мочажинные и озерковые комплексы, болотные сосняки. Здесь находится большое количество редких видов растений, насекомых, птиц. Например, сосна горная, эрика четырёхлистная (единственное местонахождение в России), осока топяная, кувшинка чисто-белая, печёночный мох (также единственное местонахождение в России), орлан белохвост, золотистая ржанка, беркут, фифи, серый сорокопут.